# Critical Ops
Critical Ops (abbreviato in C-OPS) è un videogioco multiplayer sparatutto in prima persona sviluppato e pubblicato da Critical Force Entertainment Ltd. È stato rilasciato nel mese di settembre 2015 per Android. Critical Ops è disponibile su Google Play (per Android), Apple App Store (per iOS) e Amazon Appstore. Fino al 10 luglio 2017 è stato disponibile su PC tramite la piattaforma Facebook Gameroom.
Il gameplay principale di Critical Ops è stato fortemente influenzato dalla serie videoludica di Counter-Strike.

## Modalità di gioco
Due squadre opposte: i Coalition (che rappresentano le unità antiterrorismo) e The Breach (che rappresentano le unità terroristiche) competono l'una contro l'altra in scontri a fuoco in diverse modalità. Una squadra vince completando obiettivi specificati o eliminando l'altra squadra. I giocatori possono guadagnare la valuta di gioco per acquistare skin e altri oggetti.